# Дощові ліси Малайського півострова
Дощові ліси Малайського півострова (ідентифікатор WWF: IM0146) — індомалайський екорегіон тропічних та субтропічних вологих широколистяних лісів, розташований на Малайському півострові.

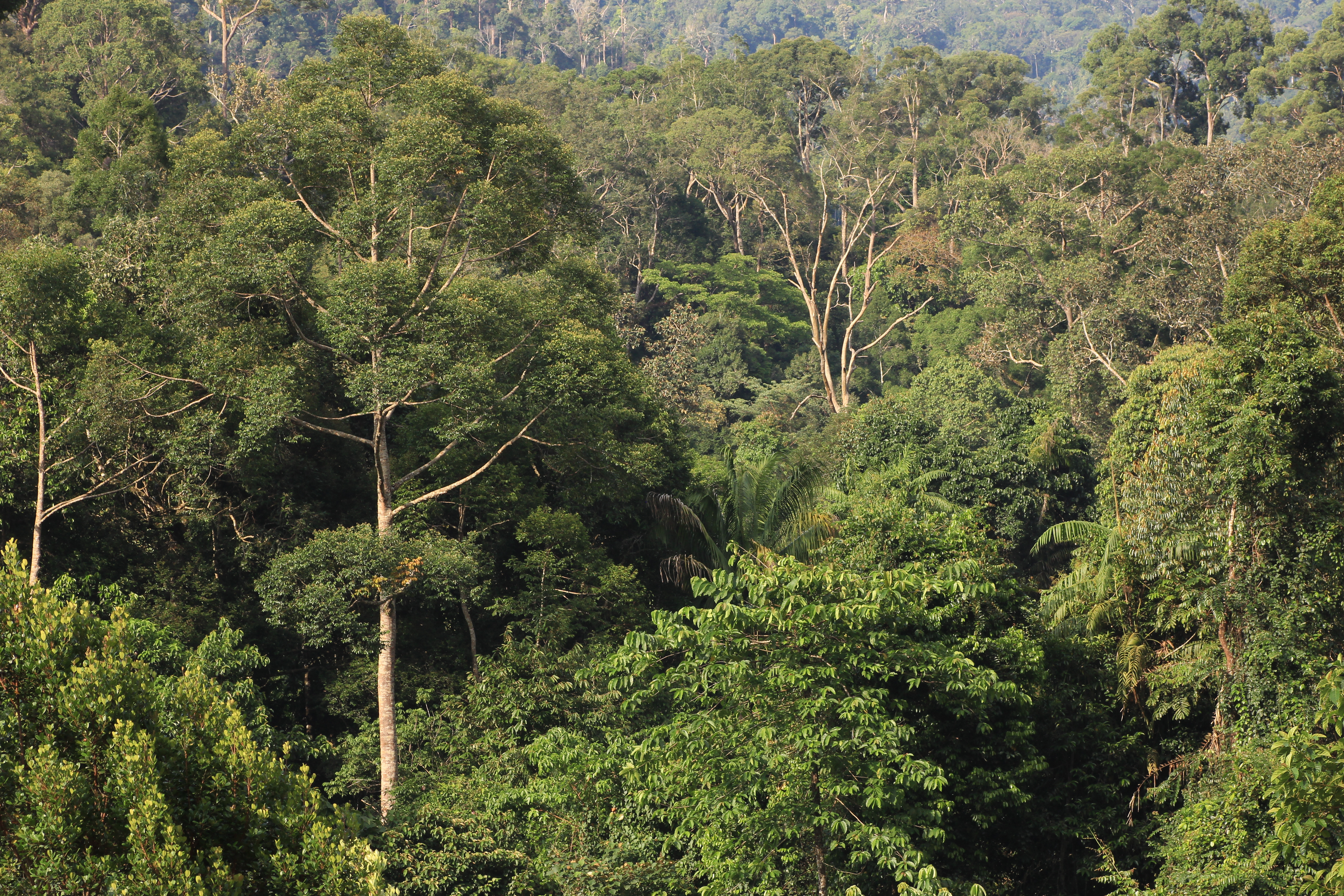
Дощовий ліс у Національному парку Національний парк Ендау-Ромпін (Малайзія)

## Географія
Екорегіон дощових лісів Малайського півострова охоплює більшу частину Малайського півострова у Південно-Східній Азії та простягається від крайнього півдня Таїланду через Західну Малайзію до островів Сінгапуру, відділених від Малакки Джохорською протокою. Крім того, він включає низку островів, розташованих на південь і схід від Малайського півострова, зокрема індонезійські архіпелаги Ріау, Лінгга та Анамбас, розташовані у південній частині Південнокитайського моря.
На західному узбережжі Малайського півострова дощові ліси екорегіону переходять у бірманські мангри, а на східному — у індокитайські мангри. У заболочених низинах на заході і сході півострова поширені торф'яно-болотні ліси Малайського півострова, а у високогір'ях гір Тітівангса, що складає хребет Малайського півострова, — гірські дощові ліси Малайського півострова. На півночі, в Таїланді та малайзійських штатах Перліса та Кедах, поширені напіввічнозелені дощові ліси Тенассеріму та Південного Таїланду.

## Клімат
В межах екорегіону домінує вологий екваторіальний клімат (Af за класифікацією кліматів Кеппена). Середня температура тут коливається від 25 °C до 32 °C. З жовтня по березень північно-східний мусон приносить дощі на східну частину Малайського півострова, а з квітня по серпень більш потужний південно-західний мусон зволожує західну частину Малакки. Загалом середньорічна кількість опадів в екорегіоні перевищує 2000 мм.

## Флора
Основними рослинними угрупованнями екорегіону є дощові ліси, у яких переважають представники родини діптерокарпових (Dipterocarpaceae), зокрема різні види анісоптер (Anisoptera spp.), діптерокарпусів (Dipterocarpus spp.), дріобаланопсів (Dryobalanops spp.), хопей (Hopea spp.) та шорей (Shorea spp.), а також представники родин Бурзерові (Burseraceae) та Сапотові (Sapotaceae). Серед інших дерев, поширених в екорегіоні, слід відзначити малайське тикове дерево (Intsia palembanica), молочноцвіту дієру (Dyera costulata), малаккську компассію (Koompassia malaccensis), різні види глют (Gluta spp.), еритьєр (Heritiera spp.), палаквіумів (Palaquium spp.) та сіндор (Sindora spp.).
Загалом в лісах регіону спостерігається надзвичайно високе різноманіття дерев — близько 6000 видів, жоден з яких не домінує. Лісовий намет в них розташований на висоті 24-36 м над землею, а деякі емерджентні дерева досягають понад 45 м заввишки. Серед емерджентних дерев, які підіймаються над лісовим наметом, переважають представники родини діптерокарпових (Dipterocarpaceae), зокрема різні види діптерокарпусів (Dipterocarpus spp.), дріобаланопсів (Dryobalanops spp.) та шорей (Shorea spp.), однак найвищими деревами екорегіону є туалангові дерева (Koompassia excelsa) з родини бобових (Fabaceae), які можуть виростати до 76 м заввишки. Ці дерева рідко вирубують під час розчистки територій через їх великі розміри, тверду деревину та величезні дошкоподібні корені. Крім того, на них часто селяться дикі медоносні бджоли (Apis dorsata), тому місцеві жителі зазвичай залишають їх при вирубці лісів.
На берегах річок Малакки поширені прирічкові ліси, у яких переважають видовженолисті діптерокарпуси (Dipterocarpus oblongifolius), червоні річкові фікуси (Ficus racemosa) та морські яблука (Syzygium grande). Дерева в цих лісах вкривають епіфітні папороті та орхідеї. У тінистому підліску переважають невисокі тіньовитривалі дерева, чагарники та ліани з родин Молочаєві (Euphorbiaceae), Маренові (Rubiaceae), Аннонові (Annonaceae), Лаврові (Lauraceae), Меластомові (Melastomataceae) та Мускатникові (Myristicaceae), тоді як трав'янистих рослин зустрічається мало. Також у лісах, що ростуть в долинах річок, поширені пальми — аренги Вестерхаута (Arenga westerhoutii), туполисті аренги (Arenga obtusifolia) та плакучі еугейсонії (Eugeissona tristis), а ротангові пальми (Calamus spp.) додають лісам структурної складності.
В лісах, що ростуть на невисоких пагорбах, переважають представники родини діптерокарпових (Dipterocarpaceae), зокрема шореї Кертіса (Shorea curtisii), широкогілкові шореї (Shorea platyclados), війчасті шореї (Shorea ciliata), яйцелисті шореї (Shorea ovata), передгірські шореї (Shorea submontana), борнейські каурі (Agathis borneensis), ребристі діптерокарпуси (Dipterocarpus costatus) та притуплені діптерокарпуси (Dipterocarpus retusus), а також різні види калофіллумів (Calophyllum spp.) та глют (Gluta spp.). В підліску цих лісів поширені плакучі еугейсонії (Eugeissona tristis).
Серед вапнякових карстових скель Малайського півострова зустрічаються багаторослинні угруповання. які включають понад 1200 видів судинних рослин, з яких принаймні 129 видів є ендемічними. Більшість ендеміків обмежені одним або кількома ізольованими вапняковими пагорбами.

## Фауна
Екорегіон дощових лісів Малайського півострова вирізняється високим фауністичним різноманіттям: тут зустрічається 195 видів ссавців та понад 450 видів птахів. Фауна Малайського півострова споріднена з фауною островів Суматра та Калімантан, оскільки усі три великі масиви суходолу в часи останнього льодовикового періоду, коли рівень Світового океану був більш ніж на 100 м нижчим, ніж зараз, складали єдиний великий масив, відомий як Сунда. Наразі лише Малайський півострів зберіг зв'язок з материковою Південно-Східною Азією, а його низинні ліси мають найбільше різноманіття ссавців у всьому Індо-Тихоокеанському регіоні. На жаль, багато великих ссавців Західної Малайзії перебувають під загрозою зникнення через масштабну вирубку лісів.
Серед рідкісних великих ссавців, поширених в лісах екорегіону, слід відзначити індійських слонів (Elephas maximus indicus), гаурів (Bos gaurus), малайських тигрів (Panthera tigris jacksoni) та чепрачних тапірів (Tapirus indicus). Ці види перебувають під загрозою зникнення і зустрічаються переважно в заповідниках. За останні століття їх популяції значно скоротилися: так, у 1950-х роках в Малайзії мешкало близько 3000 тигрів, а станом на 2014 рік їх популяція оцінювалася у 80–120 особин. Раніше в лісах регіону також зустрічалися суматранські носороги (Dicerorhinus sumatrensis), однак останній малайський представник цього виду помер у 2019 році.
Окрім тигрів, найбільших хижих ссавців Малайзії та національних тварин країни, в екорегіоні також зустрічаються інші хижі ссавці, зокрема індокитайські леопарди (Panthera pardus delacouri), димчасті пантери (Neofelis nebulosa), золотисті котопуми (Catopuma temminckii), гірські куони (Cuon alpinus), малайські ведмеді (Helarctos malayanus), малайські мустели (Mustela nudipes), куцохвості мангусти (Urva brachyura) та бінтуронги (Arctictis binturong). Серед поширених в екорегіоні мавп слід відзначити макаку-крабоїда (Macaca fascicularis), південного свинохвостого макаку (Macaca nemestrina), зондського лорі (Nycticebus coucang), темного лутунга (Trachypithecus obscurus), сріблястого лутунга (Trachypithecus cristatus), білоногого сурілі (Presbytis siamensis), чорнорукого гібона (Hylobates agilis) та білорукого гібона (Hylobates lar), а серед інших ссавців — індійського замбара (Rusa unicolor), індійського мунтжака (Muntiacus muntjak), великого оленька (Tragulus napu), смугасту свиню (Sus scrofa vittatus), бородату свиню (Sus barbatus), яванського панголіна (Manis javanica), малайського шерстокрила (Galeopterus variegatus), звичайну тупаю (Tupaia glis), малу тупаю (Tupaia minor), звичайну гімнуру (Echinosorex gymnura), малайську водяну землерийку (Chimarrogale hantu), малайського сункуса (Suncus malayanus), струнку білку (Sundasciurus tenuis), чорну велетенську білку (Ratufa bicolor), малайського їжатця (Hystrix brachyura) та багато видів гризунів, кажанів і криланів. Ендеміками екорегіону є смугасті лангури (Presbytis femoralis), селангорські лангури (Trachypithecus selangorensis), малайські мавпощури (Pithecheir parvus), селангорські карликові політухи (Petaurillus kinlochii) та малайські листоноси (Hipposideros nequam).
Серед поширених в екорегіоні птахів слід відзначити жовтохвостого лофура (Lophura erythrophthalma), червононогого лофура (Lophura rufa), малазійського віялохвоста (Polyplectron malacense), великого аргуса (Argusianus argus), малазійського тілопо (Ptilinopus jambu), малазійського пінона (Ducula aenea), чорного птаха-носорога (Anthracoceros malayanus), великого гомрая (Buceros rhinoceros), білочубого калао (Berenicornis comatus), смугастодзьобого калао (Rhyticeros undulatus), малазійську малкогу (Rhinortha chlorophaea), малазійського лелеку (Ciconia stormi), азійського шуляка (Aviceda jerdoni), суматранського пугача (Ketupa sumatrana), казунбу (Harpactes kasumba), чорноголового трогона (Harpactes orrhophaeus), малазійського альціона (Actenoides concretus), малазійського дятла (Yungipicus moluccensis), малазійського добаша (Sasia abnormis), велику торомбу (Mulleripicus pulverulentus), малазійського папугу (Psittacula longicauda), рудокрилу філентому (Philentoma pyrhoptera), малазійську віялохвістку (Rhipidura perlata), малазійського флейтиста (Eupetes macrocerus) та малазійського окулярника (Zosterops auriventer).

## Збереження
Основною загрозою для збереження природи екорегіону є масштабна вирубка лісів, яка почалася з 1950-х років. До 1970-х років в Малайзії щорічно вирубувалося 3660 км², які перетворювалися на рисові поля, плантації каучукових та олійних пальм і фруктові сади, особливо на північному заході країни. Оскільки понад 80 % ссавців Західної Малайзії живуть лише в рівнинних лісах цього екорегіону, а 53 % зустрічаються лише у незайманих лісах, деградація та знищення лісів значно зменшує видове різноманіття місцевої фауни та ставить під загрозу довгострокову життєздатність популяцій багатьох видів.
Оцінка 2017 року показала, що 20 113 км², або 16 % екорегіону, є заповідними територіями. Природоохоронні території включають: Національний парк Ендау-Ромпін, Національний парк Таман-Негара, Державний парк Белум-Теменгор, Природний заповідник Улу-Муда, Природний заповідник Ендау-Кота-Тінггі, Природний заповідник Тенгку-Хассанал та Природний заповідник Мерсін в Малайзії, а також Національний парк Бангланг в Таїланді та Природний заповідник Центрального вододілу і Природний заповідник Букіт-Тімах в Сінгапурі.